# Carol Bruce
Pour les articles homonymes, voir Bruce.
Shirley Levy, née le 15 novembre 1919 à Great Neck (État de New York) et morte le 9 octobre 2007 à Los Angeles (quartier de Woodland Hills, Californie), est une actrice et chanteuse américaine, connue sous le nom de scène de Carol Bruce.

## Biographie
Carol Bruce entame sa carrière comme chanteuse et apparaît à ce titre au cinéma dans trois courts métrages musicaux, le premier sorti en 1937. Sur scène, elle se produit notamment au théâtre à Broadway (New York), où elle débute dans la comédie musicale Louisiana Purchase (en), représentée de mai 1940 à juin 1941 (musique d'Irving Berlin, avec William Gaxton et Vera Zorina).
Outre deux revues en 1942 et 1949, elle revient à Broadway dans quatre autres comédies musicales, la deuxième étant Show Boat (musique de Jerome Kern, 1946-1947, avec Max Showalter) ; la dernière est Henry, Sweet Henry (en) (musique de Bob Merrill, 1967, avec Don Ameche et Louise Lasser).
Son premier long métrage américain comme actrice est Révolte au large de Frank Lloyd (1941, avec Franchot Tone et John Carroll), suivi par deux autres sortis respectivement en 1941 et 1942. Hormis un film de 1969, elle retrouve le grand écran sur le tard, lors de prestations dans American Gigolo de Paul Schrader (1980, avec Richard Gere et Lauren Hutton) puis Un ticket pour deux de John Hughes (1987, avec Steve Martin et John Candy), son ultime film.
À la télévision américaine, Carol Bruce joue dans vingt-neuf séries, la première en 1950. Ultérieurement, citons Côte Ouest (trois épisodes, 1981), Les Craquantes (un épisode, 1991) et Profiler (sa dernière série, un épisode, 1999).

## Théâtre à Broadway (intégrale)

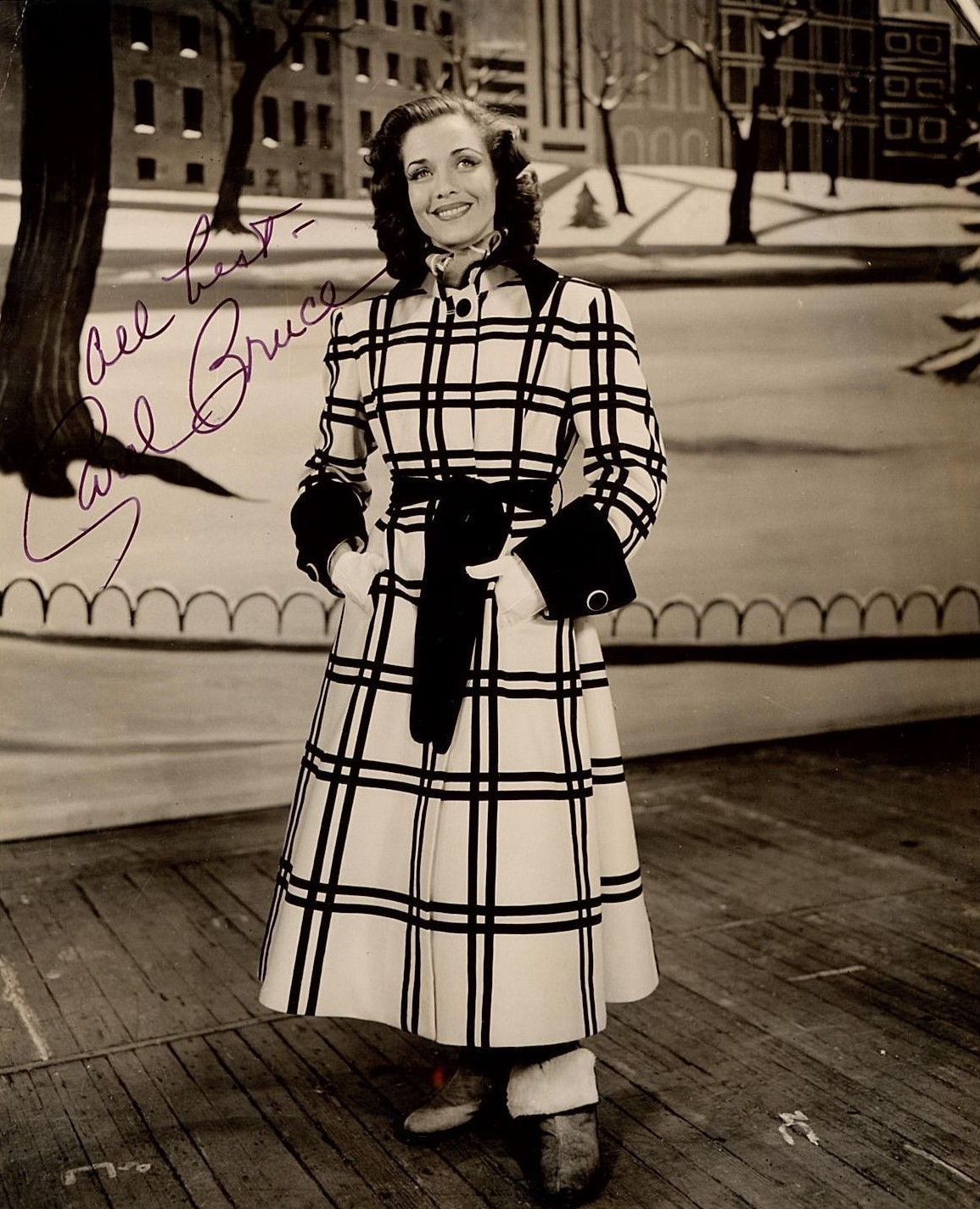
Dans la revue Along Fifth Avenue,
en 1949 à Broadway

(comédies musicales, sauf mention contraire)
- 1940-1941 : Louisiana Purchase, musique et lyrics d'Irving Berlin, livret de Morrie Ryskind (d'après une histoire de Buddy DeSylva), chorégraphie de George Balanchine : Béatrice
- 1942 : New Priorities of 1943, revue, musique de Lester Lee, lyrics et sketches de Jerry Seelen : une chanteuse
- 1946-1947 : Show Boat, musique de Jerome Kern (orchestrée par Robert Russell Bennett), lyrics et livret d'Oscar Hammerstein II (d'après le roman éponyme d'Edna Ferber), costumes de Lucinda Ballard : Julie LaVerne (rôle repris en 1948)
- 1949 : Along Fifth Avenue, revue, musique de Gordon Jenkins, lyrics de Tom Adair, sketches de Charles Sherman et Nat Hiken, décors d'Oliver Smith : une chanteuse / la fille / Mme Ashton
- 1962 : A Family Affair, musique de John Kander, lyrics de James Goldman et John Kander, livret de James et William Goldman : Tilly Siegal (remplacement)
- 1965 : Do I Hear a Waltz?, musique de Richard Rodgers, lyrics de Stephen Sondheim, livret d'Arthur Laurents, chorégraphie d'Herbert Ross : Signora Fiora
- 1967 : Henry, Sweet Henry, musique et lyrics de Bob Merrill, livret de Nunnally Johnson, mise en scène de George Roy Hill, chorégraphie de Michael Bennett : Mme Boyd

## Filmographie

### Cinéma (intégrale)
- 1937 : Koo Koo Korrespondance Skool d'Al Christie (court métrage) : une chanteuse
- 1938 : Larry Clinton and His Orchestra de Lloyd French (court métrage) : une chanteuse
- 1941 : Révolte au large (This Woman Is Mine) de Frank Lloyd : Julie Morgan
- 1941 : Deux Nigauds aviateurs (Keep 'Em Flying), d'Arthur Lubin : Linda Joyce
- 1942 : Swing's the Thing de Reginald Le Borg (court métrage) : une chanteuse
- 1942 : Behind the Eight Ball d'Edward F. Cline : Joan Barry
- 1969 : The Girl Who Returned de Lloyd Kaufman : une chanteuse
- 1980 : American Gigolo de Paul Schrader : Mme Sloan
- 1987 : Un ticket pour deux (Planes, Trains and Automobiles) de John Hughes : Joy Page

### Télévision (sélection)
(séries)
- 1951 : Studio One, saison 4, épisode 10 Le Roi en jaune (The King in Yellow) de Franklin J. Schaffner
- 1979-1982 : WKRP in Cincinnati
  - Saisons 1 à 4, 10 épisodes : Lillian « Mama » Carlson
- 1980 : Drôles de dames (Charlie's Angels)
  - Saison 4, épisode 23 Pièges en trois dimensions (Three for the Money) de George McCowan : Mme Pattison
- 1981 : Côte Ouest (Knots Landing)
  - Saison 2, épisode 18 Drôle de jeu (Squeezeplay) : Annette Cunningham
  - Saison 3, épisode 4 L'Emménagement (Moving On) et épisode 5 La Surprise (The Surprise) : Annette Cunningham
- 1984 : Arnold et Willy (Diff'rent Strokess)
  - Saison 6, épisode 18 Le Mariage (The Wedding) : Mlle Gilbert
- 1984 : Jackie et Sara (Too Close for Comfort)
  - Saison 4, épisode 4 Home Is Where the Bart Is : Sally Ruth
- 1985 : La Cinquième Dimension (The Twilight Zone)
  - Saison 1, épisode 9b Le Bazar de M. Wong (Wong's Lost and Found Emporium) de Paul Lynch et Peter Medak : Mme Whitford
- 1987-1988 : Larry et Balki (Perfect Strangers)
  - Saison 2, épisode 16 Tux for Two (1987) de Joel Zwick : Margaret
  - Saison 4, épisode 5 High Society (1988) de Joel Zwick : Mme « Muffy » Endicott
- 1990 : Docteur Doogie (Doogie Howser, M.D.)
  - Saison 2, épisode 7 Academia Nuts : Mme Béatrice Portmeyer
- 1991 : La loi est la loi (Jake and the Fatman)
  - Saison 4, épisode 18 Régime détective (It Never Entered My Mind) de Bernard L. Kowalski : Mme Clark
- 1991 : Les Craquantes (The Golden Girls)
  - Saison 6, épisode 18 Vieillesse égale sagesse (Older and Wiser) : Lucille
- 1995 : La Vie à cinq (Party of Five)
  - Saison 2, épisode 10 Désillusions (Grand Delusions) : la grand-mère de Sarah
- 1997 : Diagnostic : Meurtre (Diagnosis Murder)
  - Saison 4, épisode 26 Attentats (The Murder of Mark Sloan) de Christopher Hibler : Constance Lockwood
- 1997 : Brentwood
  - Saison unique, épisode 8 Mesures expéditives (Desperate Measure) : Mme Fitzpatrick
- 1999 : Profiler
  - Saison 3, épisode 17 Frères ennemis (Three Carat Crisis) : Petra Strauss